# Jacques Sautereau
Marie Maurice Jacques Alfred Sautereau (Louveciennes, 7 settembre 1860 – Saint-Mandé, 23 novembre 1936) è stato un giocatore di croquet francese.

## Carriera
Partecipò ai Giochi della II Olimpiade di Parigi nelle gare di singolo, una palla, dove non si classificò, e di singolo, due palle, dove vinse la medaglia di bronzo.
Ai tornei olimpici di croquet parteciparono anche i suoi cugini Marcel Haëntjens, Marie Ohier e Jeanne Filleul-Brohy.

## Palmarès
| Anno | Manifestazione | Sede   | Evento             | Risultato |
| ---- | -------------- | ------ | ------------------ | --------- |
| 1900 | Olimpiadi      | Parigi | Singolo, due palle | Bronzo    |